# Pieter Snyers
Pieter Snyers est un peintre, dessinateur, graveur et collectionneur d'art flamand, né le 30 mars 1681 à Anvers et mort le 4 mai 1752 à Anvers.

## Biographie
Pieter Snyers est le fils du riche marchand Peter Snyers et de son épouse Anna de Decker. Il étudie sous Alexander Van Bredael en 1694 et admis comme maître de la Guilde de Saint-Luc d'Anvers en 1707.
Il aurait résidé à Londres dans la période de 1720 à 1726, où il a peint des portraits de divers membres de la noblesse et des ecclésiastiques. L'artiste qui a principalement peint des portraits de prêtres ou de moines, a mené un style de vie si calme et pieux qu'on lui a donné le surnom De Heilige ou The Holy One. 
En 1726, il épouse Maria Catharina van der Boven, fille de l'avocat Jean van der Boven et de Maria Rysheuvels, et sœur de Jacques-Joseph van der Boven, futur abbé de l'abbaye Saint-Michel. Sa considérable fortune lui permet d'acquérir une maison sur le prestigieux Meir à Anvers et d'y rassembler une grande collection de maîtres flamands et néerlandais.
Le 17 août 1741, il conclut un accord avec cinq autres artistes pour fournir des cours gratuits aux directeurs de l'Académie d'Anvers. L'Académie finira par remplacer la Guilde de Saint-Luc.
Il est enterré dans l'église du couvent des dominicains, près de l'autel du Rosaire, dans le caveau de la famille Rysheuvels.

## Œuvre

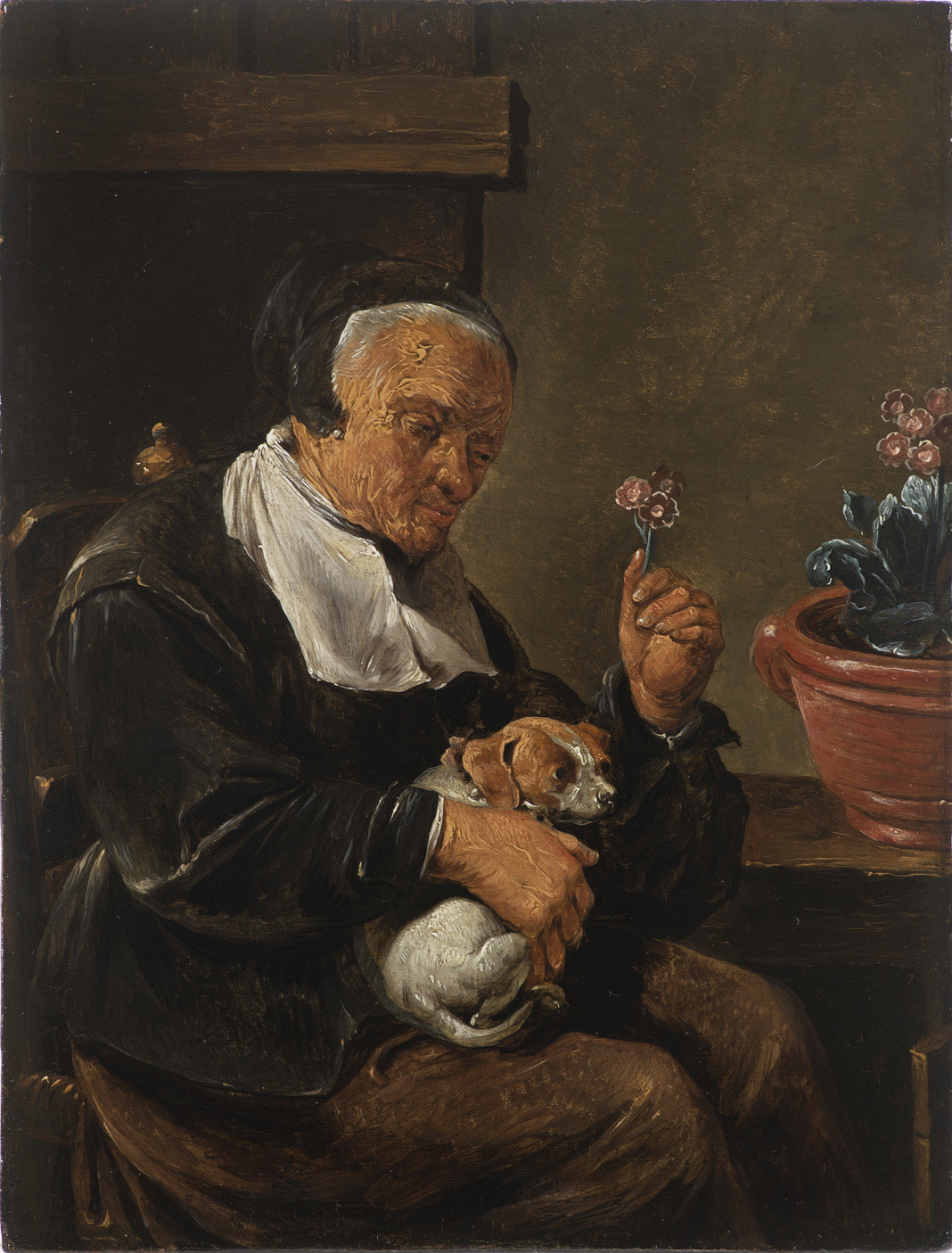
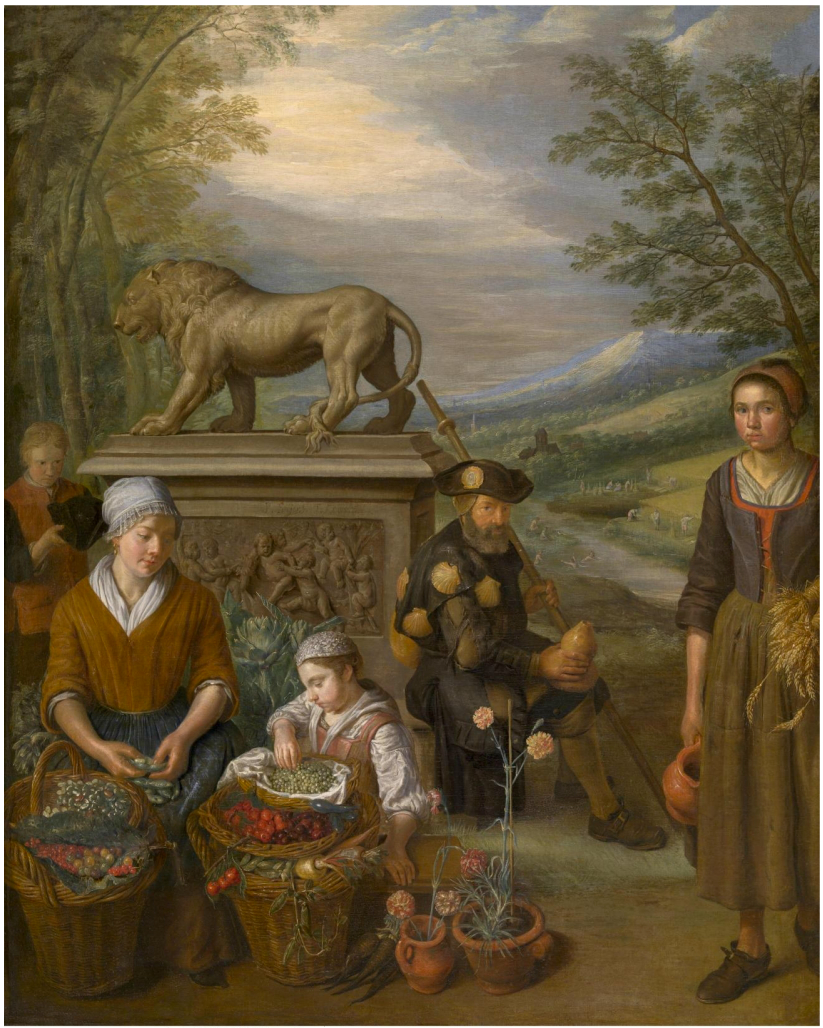
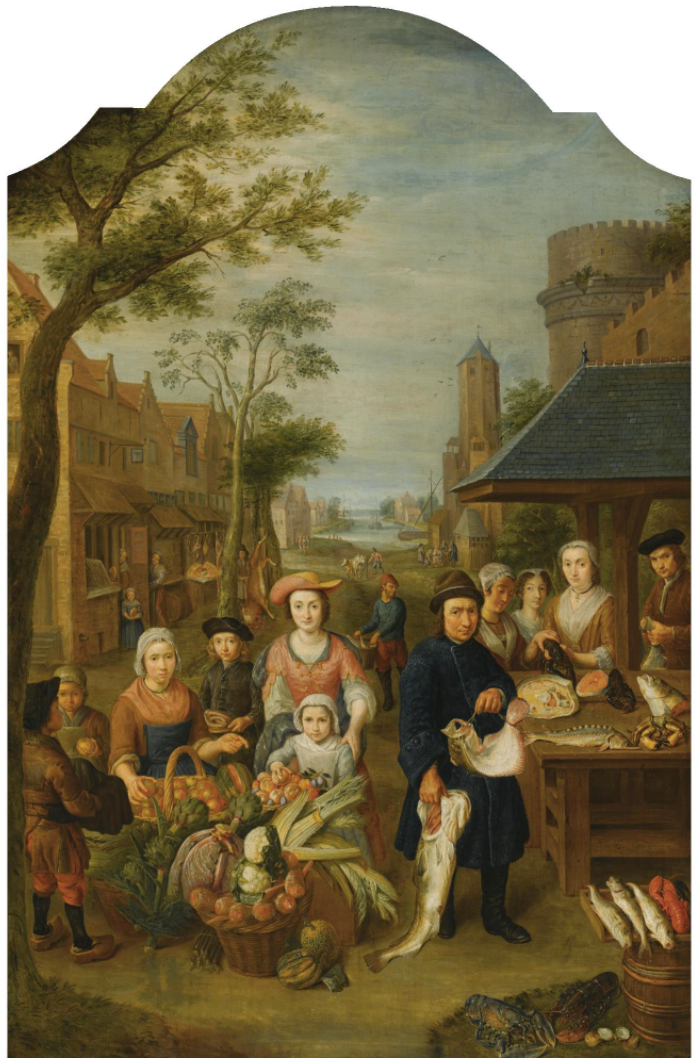
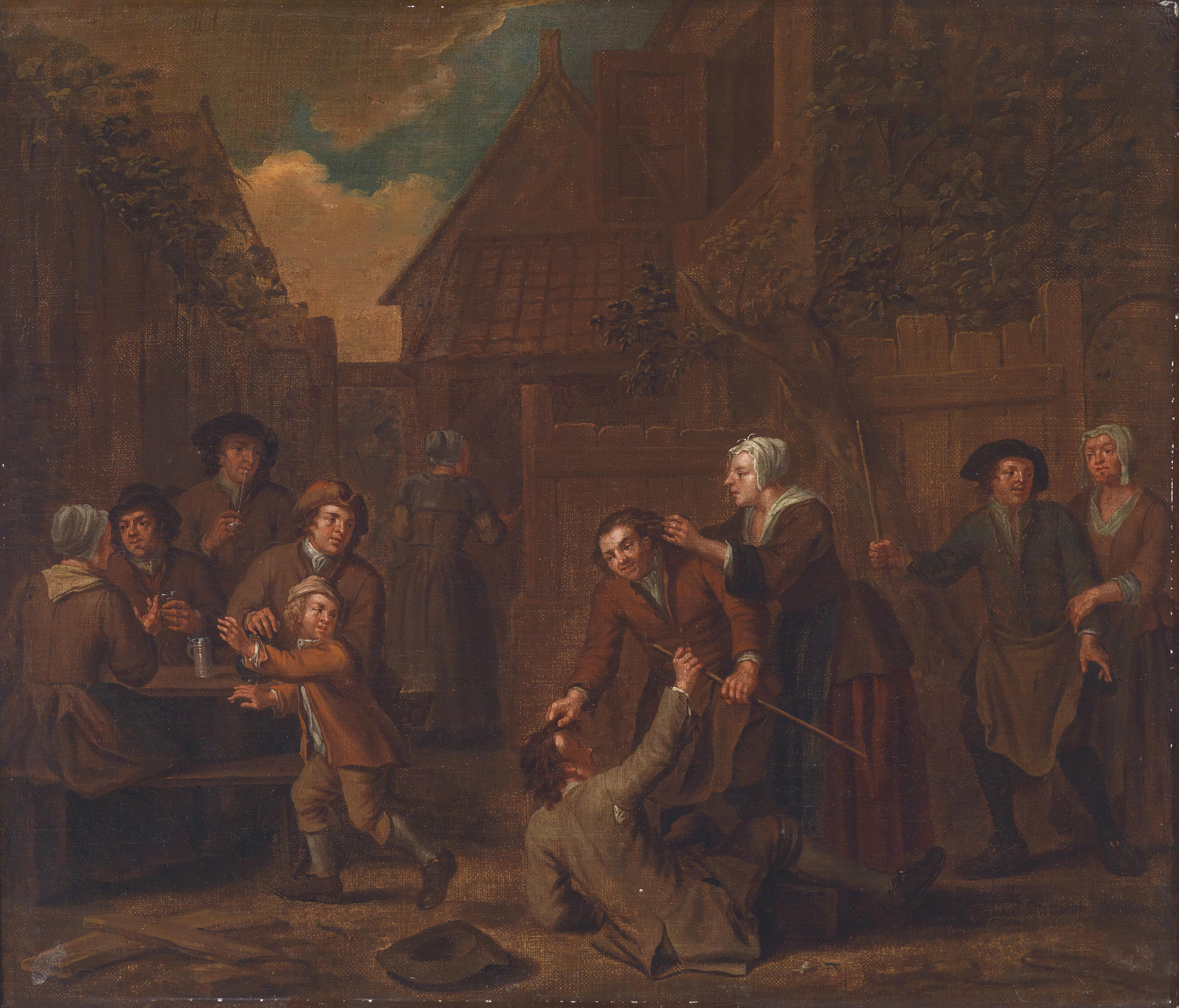
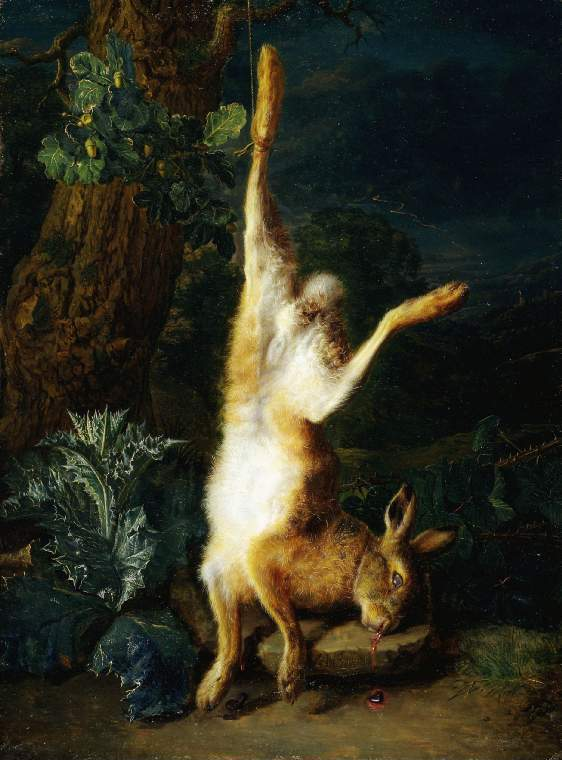
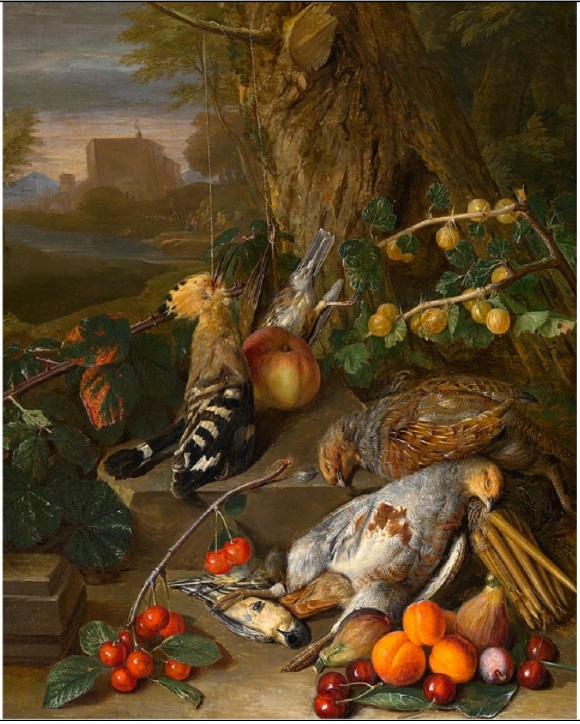
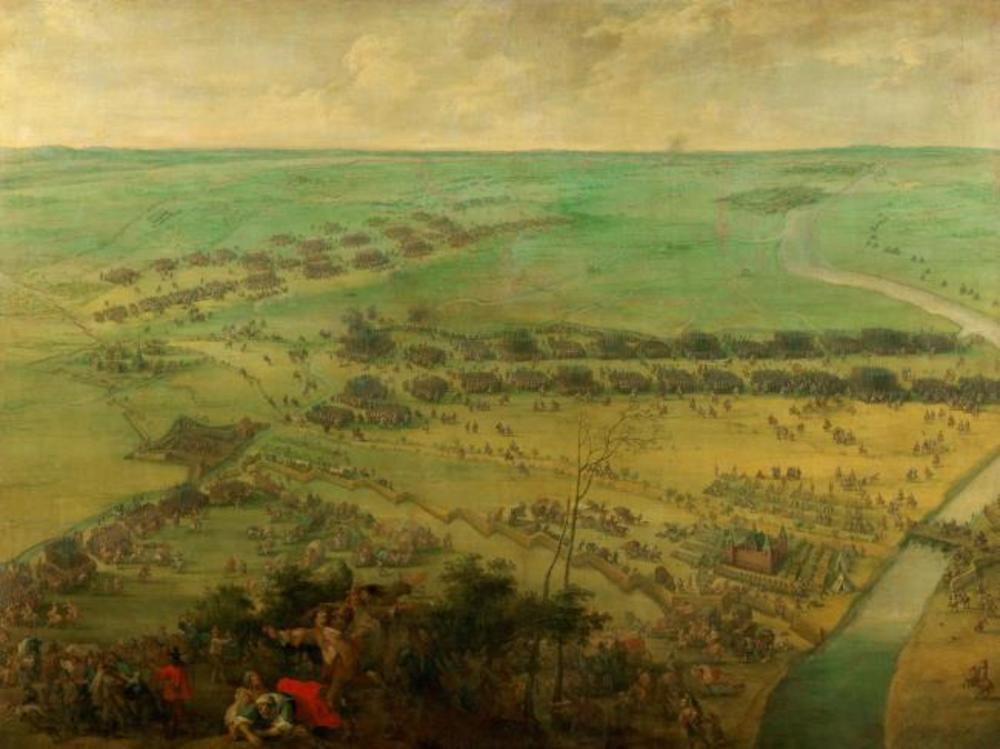
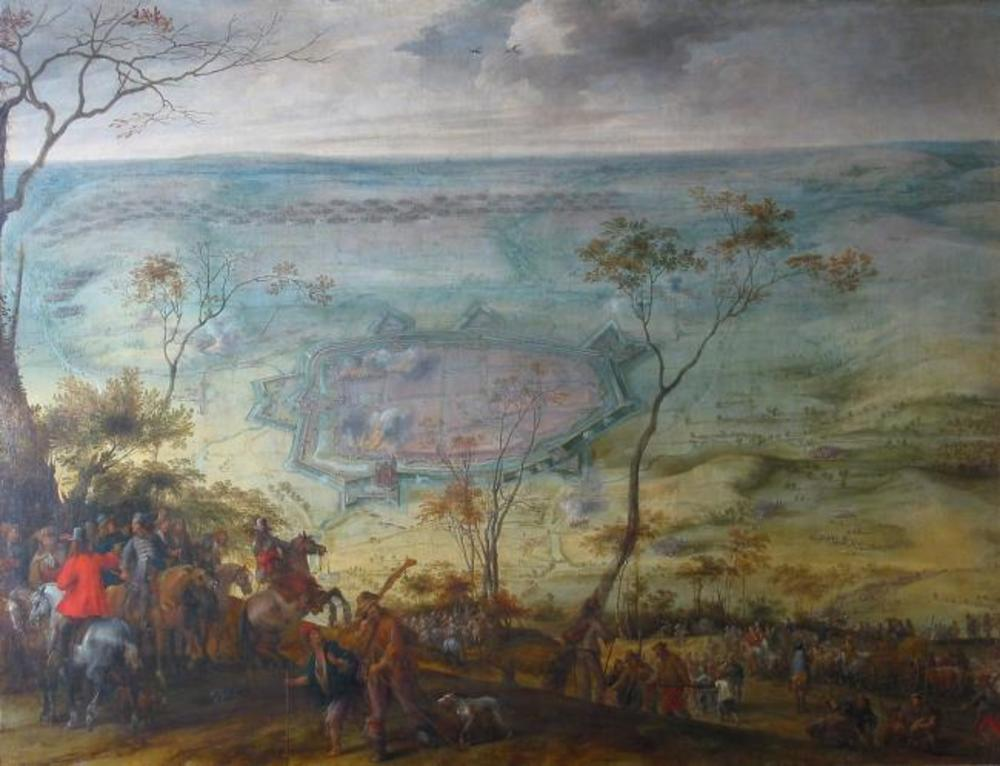
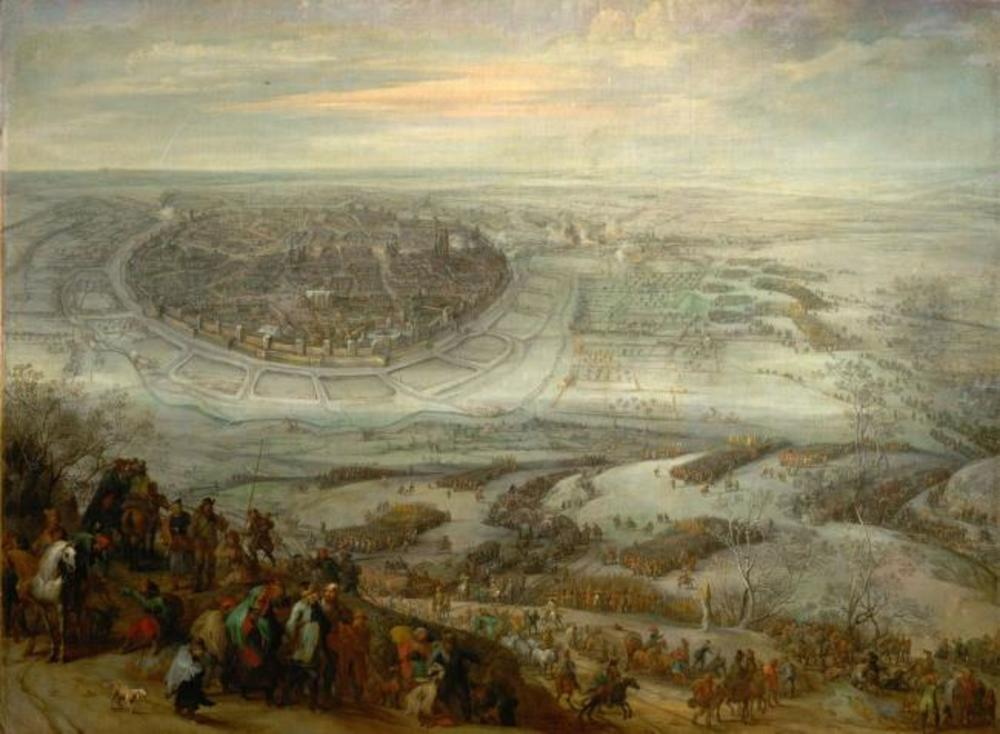